# Yahya Uld Kebd
Yahya Uld Kebd (31 de diciembre de 1958) es un político y jurista mauritano
Doctor en Derecho, se formó en Francia, cursando sus estudios en la Universidad Paul Cézanne-Aix-Marseille III y en el Instituto Internacional de Administración Pública de Francia, curso estudios complementarios sobre gestión de gobiernos locales en la Universidad Cheikh Anta Diop (Dakar, Senegal).
Ha trabajado como experto en el Centro Mauritano de Análisis Político (WCPA), en el Ministerio de Asuntos Económicos y Desarrollo y ha sido profesor en la Universidad de Nuakchot. Al tiempo que fue director Adjunto del Ministerio del Interior, ocupó distintas responsabilidades en el gobierno de la capital, Nuakchot.
En 2008 fue nombrado ministro de Descentralización y Planificación Urbana en el gobierno del primer ministro Yahya Ould Ahmed Waghf, hasta que dimitió junto a otros ocho miembros del gabinete tras el golpe de Estado que depuso al presidente Sidi Ould Cheikh Abdallahi, acción militar contra la que se opuso.